# 기탁
기탁(1999년 1월 1일 ~)은 대한민국의 가수다. 2020년 싱글 《Tired of love》로 데뷔했다.

## 방송
- 슈퍼밴드2 (2021) - 준우승

## 음반
- Tired of love (2020)
- You make me smile (2020)
- KITAK EP.01 (2021)
- 슈퍼밴드2 - Episode.3, 4 (2021)
- 슈퍼밴드2 - Episode.6 (2021)

### 시네마
- 슈퍼밴드2 - Episode.9 (2021)
- 슈퍼밴드2 - Episode.11 (2021)
- 슈퍼밴드2 - Episode.13 (2021)
- 슈퍼밴드2 - Episode.14 (2021)